# Цветя на злото
„Цветя на злото“ (на френски: Les Fleurs du mal) e единственият сборник със стихотворения на френския поет Шарл Бодлер.
Тази емблематична за ХIХ век книга превръща Бодлер в първия представител на ранния европейски модернизъм и в предшественик на символизма като художествено направление.
Стихосбирката е посветена на приятеля на поета – Теофил Готие – поет романтик и постромантик, автор на есе за Бодлер, завършено половин година след смъртта му. Готие създава и предговора към сборника. Без да изневерява на своята екстравагантност и ексцентричност Бодлер избира провокиращото заглавие „Цветя на злото“ – акт, с който категорично заявява стремежа си да твори поезия от нов тип, да изгражда художествени образи, които никога дотогава не са били предавани с литературни средства. Самият той казва, че си поставя за цел да извлече „красотата от злото“, т.е. това е една „зловеща и студена красота“, своеобразна апология на грозното и отвратителното, която „дълбае“ възприемателското съзнание и завинаги остава в него. Поетът изразява своята увереност, че неговата мрачна книга не може да бъде проумяна от читател, който наивно вярва в доброто. Тя се превръща в живо свидетелство за това колко слаб и безпомощен е човекът, когато в него забушува вихърът на страстите, на плътските желания и колко е тъжно съществуването, щом угасне поривът към идеала.

## Структура на сборника
Първото издание на „Цветя на злото“ излиза на 25 юни 1857 г. и съдържа 100 стихотворения, разпределени в няколко цикъла. Следват три преработени издания – през 1861, 1866 и 1868 г. В окончателния си вид структурата на сборника включва девет цикъла стихотворения и едно посвещение „Към читателя“. Най-обемисти са първите два – „Сплин и Идеал“ и „Призрак“, съдържащи по-големия брой стихотворения – 89. По – малките цикли: „Бунт“, „Парижки картини“, „Виното“, „Цветя на злото“, „Смъртта“, „Отломки“ и „Нови цветя на злото“ обемат 35 стихотворения, т.е. общият брой на стихотворенията е 160.
Общата композиционна крива на „Цветя на злото“ е белязана от сгромолясването, трагичното слизане от светлите пориви към тъмните бездни на Нищото и на злото. Началото на първия цикъл „Сплин и Идеал“ наистина изглежда като възторжен порив нагоре към небесата. Той започва с образа на албатроса („Албатросът“) – тази царствена птица, владетел на морските простори, символизираща духа на поета. Като нея той се стреми към лазурните селения на идеала, но остава безнадеждно прикован към земната твърд. Още в този начален сонет прозвучават драматичните акорди на мотива „падение“. Албатросът е уловен от моряците, от небесната шир той е свален долу върху мръсната дъсчена палуба и превърнат в жалко посмешище. След „Албатросът“ във „Възвисяване“ движението нагоре изглежда вече неудържимо сякаш духовното начало реализира смайваща победа над материалните ценности. Но този възторжен порив твърде скоро угасва и кривата на чувствата се устремява стремглаво надолу, придобивайки диаболична отсянка. Лирическият герой се отдава на плътски страсти, опознава греха, сблъсква се с усещането за празнота и досада от живота, изправя се пред угризенията на собствената си съвест. Това са и едни от водещите експлицитно изведени мотиви на стихосбирката. Доминиращи са песимистичните интонации на една неизмерима тъга.
Новите творби, включени в различните цикли, при последвалите издания, подчертават все по-силно и по-откровено радостта от това падение в бездната на злото. От цикъла „Парижки картини“, в който злото с неговите метафизични и социални измерения се проектира върху пейзажа на големия град, през следващите „Виното“, „Цветя на злото“, „Бунт“, лайтмотивите от първата част неизбежно стигат до своята логична развръзка в последния раздел „Смъртта“. Небитието, потъването в Нищото е последното действие на екзистенциалната драма, последното разрешение на всичко. Тази развръзка блазни лирическия Аз като нещо желано – той копнее за един безкрайно дълъг сън, подобен на смъртта.

## Процесът срещу „Цветя на злото“
Само няколко месеца след появата на книгата френският вестник „Фигаро“ публикува в пренебрежителната си рубрика „Това – онова“ поредица от пасквили срещу стихосбирката и нейния автор. Писанията са пропити с отровен сарказъм: Възмутителното тук съжителства с гнусното, отвратителното е съчетано с вонящото. Никога не сме виждали да се хапе и мачка толкова плът в толкова малко страници, никога не сме присъствали на подобно ревю на демони, изроди, дяволи, котки и червеи. Тази книга е болница, открита за всички лудости на духа, за всички пороци на сърцето... Бодлер е знаел отлично какво могат да мислят за поезията му самодоволните, благоразумни, угодни на властта литературни критици. Те са готови да унищожат всеки, който не се побира в чудовищно тесните им формули – всяко своеобразие, всеки свободен и оригинален творец. Но когато критиките се изсипват отгоре му с такава безмилостна последователност, при това от влиятелен вестник като „Фигаро“, положението става наистина обезпокоително. Говори се, че внушенията за статиите идели „отгоре“, лично от министъра на вътрешните работи. В писмо до майка си от 9 юни 1857 г. Бодлер изразява убеждението си, че литературата и изкуствата преследват чужди на морала цели, че за него най-важни са красотата на замисъла и на стила. Той е изключително доволен от широката популярност на книгата и вярва, че всичко лошо, което се говори за нея, е доказателство за положителната ѝ стойност. Книгата вбесява хората! – констатира Бодлер и въпреки това е сигурен, че няма да бъде преследван и санкциониран от властта. Но се случва точно обратното – целият тираж на книгата е конфискуван и срещу него е заведено дело. Обвинението е, че с поезията си е накърнил нормите на обществения и религиозния морал. Така само половин година след изправянето на Флобер на подсъдимата скамейка заради „Мадам Бовари“ сега идва ред на Бодлер. Това е поредният аксиоматичен случай, който доказва, че, преследвайки една творба на изкуството, властта усилва въздействието на творбата и повишава интереса към нея. Междувременно поетът получава сериозна обществена подкрепа включително окуражителни писма от Флобер и Виктор Юго. В писмото си Флобер пише: Вие не приличате на никого (което е първо от всички качества)... При това Вие възпявате плътта, без да я обичате, по един тъжен и равнодушен начин, който ми е приятен. Чрез наказателно преследване властта цели да внуши на творците, че приемливо от гледна точка на обществения морал е единствено създаването на книги, служещи за нагледно демонстриране на това, че човек е роден добър и че всички хора са щастливи. Бодлер прозира в подобна постановка ужасяващо лицемерие.
И така съдебното заседание се провежда на 20 август и съдът се произнася: осъжда поета да плати 300 франка глоба и да премахне от стихосбирката си 6 стихотворения, съдържащи неприлични или неморални пасажи или изрази („Скъпоценностите“, „Лета“, „На твърде веселата“, „Лесбос“, „Прокълнати жени“, „Преображенията на вампира“). Отпада като необосновано обвинението за обида на религиозния морал. Но за Бодлер тази глоба изглежда непосилна. Той е затънал до гуша в дългове, преследван от кредитори, пределно затруднен е да посреща дори най-насъщните си нужди. След известни колебания решава да се обърне за ходатайство към императрицата и ѝ изпраща писмо. Тя се застъпва за него и съдът решава да намали глобата от 300 на 50 франка. След края на процеса поетът изпада в тежък творчески срив, здравето му рязко се влошава, но успява да се съвземе и започва да подготвя ново издание на „Цветя на злото“. То излиза от печат на 16 декември 1861 г. и в него на мястото на отхвърлените 6 се появяват нови 35 стихотворения.

## Теми и мотиви

### „Всемирните аналогии“ (съответствията)
Бодлер изпитва силно влечение към мистичното, забраненото, езотеричното, окултното. Именно този интерес поражда една от основните идеи, изграждащи светогледа и естетическите му нагласи – това е т.нар. теория за съответствията или всемирните аналогии. Поетът вярва, че между предметите и явленията в света съществуват тайнствени връзки (съответствия), които могат да бъдат уловени само от хора, „посветени“ в такова знание. Най-общо погледнато тайнствени връзки съществуват между Небето и земята, между Видимото и Невидимото, между сетивното и трансцендентното, при което материалното (видимото) е отражение, аналог на духовното (трансцендентното). Тази теория се превръща в любим възглед на Бодлер, но не е негово авторско откритие. Тя води началото си от шведския мистик Емануел Сведенборг и неговото съчинение „Чудеса“, както и от социалния утопист Шарл Фурие („Теория на всеобщото единство“), от когото Бодлер заимства термина „всемирна аналогия“. Авторът на „Цветя на злото“ възприема земята и всичко земно като нещо, което в своята цялост съответства на небето, светът като одухотворено единство, където всичко видимо е символ на свой невидим (нематериален) аналог. А въображението е божествената способност, чрез която творецът улавя сакралните връзки между нещата. По силата на същия тайнствен механизъм Бодлер счита, че и сетивата са взаимно свързани. Едно усещане непроизволно извиква друго: определен звук по необходимост извиква съответен цвят, цветът съответния си аромат и т.н. Те се допълват едно друго, за да приближат човека до същината на онова метафизическо Цяло, постижимо само от духа. Програмен характер за разбиране на теорията за съответствията има сонетът „Съответствия“ от първия цикъл „Сплин и Идеал“:
| „ | И както сливат се все по – далеч оттук в един бездънен и зловещ кантеж ехата – безкрай като нощта и като светлината, – тъй съответстват си и мирис, цвят и звук. | “ |

Това съответствие на „мирис, цвят и звук“ за поета несъмнено е част от всемирната аналогия. В следващата строфа ароматът, назован чуден мирис е в синкретично единство със звука на обоя и същевременно е зелен като морава, т.е. налице е своеобразно смесване, объркване на сетивата, с което е въведена новаторската идея за синестезията, загатната още в естетиката на романтиците. Всички тези идеи пронизват целия сборник „Цветя на злото“ и по този начин се превръщат в отправна точка и естетическа основа на символизма като литературно направление.

### Проклятията на плътта – генезис на „странната“ красота
От убеждението, че съществуват съответствия между земята и небето според Бодлер извира могъщият, непреодолимият порив на човека да надмогва рамките на своето земно битие и да насочва мечтите си към едно „отвъд“, където властва вечна хармония. В непрестанната борба между тези две сили се крие изначалната трагика на човешката личност. Бодлер твърде добре познава това стълкновение, защото го преживява вътре в себе си. Неслучайно Димитър Аврамов в единственото по рода си литературоведско изследване (в България), посветено на великия френски поет, обозначава сложната и нестройна, антиномична личност на Бодлер с формулата homo duplex – неговата душа е разпъната между тези две тъмни стихии. Едната тегли нагоре – към небето и безкрая, към абсолютния духовен и творчески порив, другата тежнее надолу – към земята, към ирационалните влечения, към сатанинската жажда за плътски наслади и удоволствия. Тук е мястото да отбележим, че Бодлер не умее да удържа животинските си инстинкти и сексуалните си нагони. От многобройните и безразборни полови контакти със случайни жени и проститутки той прихваща болестта на века (сифилис), от която страда и Ницше. В стихотворението „Молитвата на езичника“ (включено в посмъртното издание на „Цветя на злото“) ярко проличава силата на това първично влечение. Похотта, сластта тук е обявена за богиня, на която поетът иска да се поклони, царица, под чието господство той се стреми да живее, макар то да гнети душата му със своите пламъци (Сласт, не ме изоставяй, богиньо...). Въпреки всичко в безспирна борба със себе си Бодлер е определил своя избор. Той е за Духа, мечтите, онези ведри небесни селения, които с толкова въодушевление възпява във „Възвисяване“. В същото време той жестоко намразва, озлобява се срещу материалното, плътско влечение, защото невинаги успява да го пребори. Омразата му се усилва още повече от неразположенията и кризите на тялото, които непрекъснато изпитва заради сифилиса. При такова психологическо състояние става лесно да се възприеме идеята за греховността на човешката природа, за произхода и характера на тази греховност: злото произлиза от плътта и е фатално загнездено в нея – то е самата Плът. Човешкото тяло е развъдник на демонични сили – те разяждат духа, помръчават мисълта, разколебават волята, тласкат към разрушителни действия („Към читателя“, „Разрушението“).
Но най-опасното превъплъщение на злото се оказва прелъстителната жена. И Бодлер, който е възпял по най-внушителен начин интимния свят на жената с нейните сексуални и физически прелести, става и най-безпощадният му отрицател. Обявява жената за красиво животно, неукротим и жесток звяр, царица на греховете. Жената е видяна като Тяло и нищо повече, като неодухотворена от по-високи пориви плът, морално и интелектуално безчувствена тя действа само под напора на инстинкти и нагони. У нея липсва едно от най-важните качества на духовно извисената личност – съзнание за злото, което върши. Затова заедно с усещането за греховност у поета нерядко се пробужда и жестокото желание да умъртви физически своята любима („На една мадона“, „На твърде веселата“). Омразата на Бодлер към плътта е толкова силна, че той изпитва мрачно задоволство не просто да я измъчва, а да я види агонизираща, мъртва, да наблюдава дори процеса на нейното разпадане и гниене. В стихотворението „Мърша“(от цикъла „Сплин и Идеал“) с потресаващи натуралистични подробности поетът описва разлагането на един труп край каменист път в горещ летен ден само за да припомни на своята любима, че въпреки физическата хубост същата участ очаква и нея – тялото ѝ ще се превърне в храна за кучета и червеи:
| „ | В прекрасна лятна утрин – спомни си, скъпа моя, спомни си тая случка пак: внезапно жалка мърша съзряхме на завоя връз ложето от камънак. В една цинична поза като жена продажна лежеше тя без капка смут – разкрачена безгрижно, от пот и лиги влажна, с корем от газове надут... И гледаше небето как скелетът оголен цъфти като разкошен цвят. Смрадта бе тъй ужасна и в тоя въздух болен зави ти се внезапно свят. Нападнаха корема мухите забръмчали там, дето в боен ред пълзят личинки – черна каша – по дългите парцали на гниещата мека плът. И ти уви, ще станеш зараза, тлен в земята, смъртта и теб ще заличи, ти – моя страст, мой ангел, ти – слънце за душата, звезда на моите очи. Да! Ти ще спиш, царице на грациите мили, в дълбокия и тайнствен мрак, ще плесенясва бавно под цъфнали бодили оголения ти гръбнак... | “ |

Подобна кошмарна картина рисува и поемата „Мъченица“ (от цикъла „Цветя на злото“). В полумрачна стая, проснат на леглото, потънал в кръв лежи обезглавен, но някак особено красив труп на жена, посечена от своя любовник:
| „ | Сред лъскави флакони, огледала, картини, уханни дрехи от атлаз и мебели богати, драперии старинни, стаили в гънките си сласт... обезглавено тяло – така река залива ливада, пламнала от зной – дивана напоява с кръв алена и жива и все не се насища той... Безтрепетното тяло сред тая мрачна спалня разголва целия си чар: един потаен блясък и красота фатална, за всички нас върховен дар. Като забравен спомен бедрото се открива изпод чорап със златен кант, а жартиерът моден зловещо в тебе впива окото си от диамант. И цялата картина е зрелище ужасно, и в тягостната самота тя погледа ни грабва и ни повлича властно към бездните на любовта... | “ |

Така от апологията на отвратителното и уродливото, от естетиката на прекаляването, шоковото и ексцеса съвсем неочаквано се ражда странната красота на Бодлер. Поетът изпитва чувство на върхова наслада и болезнена радост пред облика на бавно разлагаща се физическа плът. Това е тотален триумф на Духа над порока, на творчеството над демоничните земни страсти. Бодлер майсторски рисува картини, които пълнокръвно материализират ясно заявената цел на лириката му: да извлече красотата от Злото. Неговото схващане за красотата е наистина без аналог във френската литература дотогава. Той е убеден, че красотата не може да не съдържа нещо странно, чудновато, шокиращо и поради това е абсурдно да бъде предзадавана и ограничавана в общовалидни норми. Прекрасното е винаги странно. – пише поетът. Обърнете съждението ми и се опитайте да си представите банална красота. Това е вид преобразуване на реалния първообраз в името на експресивността, отклонение, което само високото изкуство е способно са стори. Това е качествено нова модернистична линия в развитието на френската литература.
Въпреки че не се възприема за блестящ литературен теоретик, Бодлер продължава с разсъжденията си относно Красотата: Аз намерих определението за Красивото – за моето Красиво. То е нещо пламенно и тъжно... съвсем не съм в състояние да схвана какъвто и да е тип красота, където липсва Нещастието... обзет от такива идеи ще ми бъде трудно да не заключа, че най-съвършения тип красота е Сатаната – в стила на Милтън.
Неслучайно образът на Сатаната се откроява перманентно в целия сборник. Той е видян в двете си лица – предвечният лукав изкусител, коварният вдъхновител и подстрекател на злото, теглещ човека към животинските инстинкти с всичко низко и перверзно. От друга страна, Сатаната е и символ на бунта и освободителския порив, Богоборецът, който макар и победен не престава да се съпротивлява. Утешител и покровител на всички изпаднали в беда, страдащи и сломени от Бога хора. Такъв е Сатаната на Бодлер в стихотворенията от цикъла „Бунт“.
Като типичен homo duplex, раздвоен в своите схващания и нагласи, Бодлер вижда не само Сатаната, но и Красотата в нейния етически дуализъм – тя може да бъде не само зловеща и диаболична, а и божествена. В този смисъл манифестни са творбите „Красотата“ и „Химн на красотата“ от първия цикъл на „Цвета на злото“:
| „ | ...Но все едно дали от бездни, от простори, о, Красота, дошла си! Зъл урод, нежен цвят! Нали с очи, с нозе, с усмивка ми разтвори вратите на безкрая – зовящ, но непознат! Ти – дявол или бог? Чист ангел ли? Сирена? Да! Все едно, щом с тебе – о, поглед кадифен, дъх, ритъм, светъл лъч, царице въжделена! – светът не е тъй грозен, ни тежест всеки ден. | “ |

### Отношението към природата
Шарл Бодлер (особено в късното творчество) с оглед на общата му еволюция към мрачно, песимистично световъзприятие разбира и природата като огнище на злото. Тя също е царство на демоните – агресивни и ненаситни – които похищават човешкото съзнание и го правят подвластно на греха. Поетът се опълчва непримиримо срещу просветителската идея за природата като велика майка на човека – благородна и възвишена. По-скоро тя е негов страшен враг и само в борбата си с нея той е в състояние да съхрани своето достойнство. Човек е обхванат от най-благородни пориви, стреми се към духовно съвършенство, преследва идеала, а тя изисква от него задоволяване на груби физиологически нужди. Съдейки от собствения си преживян опит, Бодлер вярва, че именно животинското, сиреч природното начало у човека го подтиква към порока, плътските продоволствия и перверзии. В безразличието на природата към човешката драма, в нейното невъзмутимо превъзходство той съзира едва ли не цинизъм, иронична гавра. Когато към това се прибави нейната вечна самообновителна способност, избухваща пищно всяка пролет, докато човек е осъден да крее и накрая да се превърне в нищо, възмущението достига своя предел.
Точно както ненавижда жизнерадостното кокетство на жената и желае да я види унизена, изтерзана, измъчена, Бодлер по същия начин обича природата в ония сезони, когато е изгубила своята прелест и обаяние: късна есен, зима и ранна пролет, при това в най-тъжните ѝ състояния – привечер или ранна утрин, потънала в мъгла или удавена от дъжд. Нещо повече, със своите „Цветя на злото“ той се мъчи да противодейства на божественото ѝ величие, като поставя акцент само върху онези нейни проявления, когато е мрачна, кална, грозна, когато дъхти на тление и смърт (сонетът „Мъгли и дъждове“ от цикъла „Парижки картини“):
| „ | О, късна есен, зима и пролет с дъжд и кал, сънливи, зли сезони! Но аз съм ви избрал – сърцето, мозъка обвийте със савана от гробищна мъгла навсякъде разляна. Сред равнината с вятър, зловещо запищял, и с ветропоказател, завил в нощта без жал, доволна от смъртта на тази пролет ранна, душата ще простре крилата си на врана... | “ |

### Досадата и отчаянието от живота
В „Цветя на злото“ има няколко стихотворения, които носят идентично заглавие – Spleen, както и цял цикъл, назован „Сплин и Идеал“. Spleen е английска дума, обозначаваща душевно състояние на неопределена, немотивирана потиснатост, меланхолия, липса на интерес към каквото и да било, тотална празнота, скука и досада от живота. Това са усещания, които връхлитат човека, когато поради гнета на външни обстоятелства или поради преживяна вътрешна криза, животът му се изпразва от смисъл. Такова чувство поетът счита за най-опустошително, най-фаталния от всички пороци, подаде ли му се, човек е свършен. Бодлер неусетно минава от лично към универсално, от негово субективно преживяване Досадата се превръща във всеобща участ, придобива размери на нещо абсолютно и вечно („Сплин“ от цикъла „Сплин и Идеал“):
| „ | Няма нищо по – дълго от дни окуцяли, под товара на мокрите зимни парцали пак Досадата – плод на пресита – гнети и безсмъртие с ужас предричаш и ти. И потъваш след миг, о, материя жива!... | “ |

Именно Досадата превръща времето в непоносим товар, в смъртоносен враг на човека. То е онази неведома, разрушителна стихия, която „гризе“ усилията и непрестанно напомня за човешката преходност („Врагът“, „Пътешествието“). Тази ужасна философия на отчаянието неизбежно извиква в съзнанието образите на бездната, нищото и смъртта, които са окончателно разрешение на житейските несгоди и страдания. На темата за смъртта дори е посветен цял цикъл стихотворения („Смъртта“) в „Цветя на злото“.

## Преводи
В превод на Георги Михайлов сборникът излиза на български език през 1930 г. По-късните преводи (1984, 1991, 2007 г.) са дело на Кирил Кадийски.